# Sukhoi Su-25
El Sukhoi Su-25 «Grach» (en ruso: Су-25 «Грач»; designación OTAN: Frogfoot) es una aeronave monoplaza, bimotor, desarrollada en la Unión Soviética por la Oficina de diseño Sukhoi. Tiene características de ataque a tierra, apoyo aéreo cercano y antitanque y fue creado para brindar soporte a las Fuerzas Terrestres Soviéticas. Su sobrenombre en la Fuerza Aérea de Rusia y las Fuerzas Terrestres de Rusia es "Grach" («grajo»).
Durante sus más de cuarenta años en servicio, el Su-25 ha estado en combate con numerosas fuerzas aéreas. Estuvo involucrado activamente en la guerra soviética de Afganistán, volando en misiones de contrainsurgencia contra los muyahidines. La Fuerza Aérea Iraquí lo empleó en contra de Irán durante la guerra entre Irán e Irak de 1980-1989. La mayor parte de ellos más tarde fueron destruidos o enviados a Irán durante la guerra del Golfo de 1991. En 1993, separatistas de Abjasia usaron el Su-25 contra los georgianos durante la guerra de Abjasia. Ocho años más tarde, la Fuerza Aérea de la República de Macedonia (hoy, Macedonia del Norte) empleó el Su-25 contra insurrectos albaneses en el conflicto de Macedonia de 2001, y en el 2008, Georgia y Rusia según se informa usaron aviones Su-25 durante la guerra de Osetia del Sur. Varios Estados africanos como Costa de Marfil, Chad y Sudán, han utilizado el Su-25 contra grupos insurgentes locales y guerras civiles. Recientemente, el Su-25 ha entrado en servicio en la intervención rusa en la guerra civil siria, en la segunda guerra del Alto Karabaj y en la invasión rusa de Ucrania.

## Desarrollo
A comienzos de 1968, el Ministerio de Defensa Soviético decidió desarrollar una aeronave de asalto blindada, con el propósito de proveer apoyo (soporte) aéreo cercano para las Fuerzas de Tierra Soviéticas. La idea de crear un avión de ataque a tierra vino después de analizar la experiencia de shturmovaya (ataque de la aviación) durante la Segunda Guerra Mundial, y en guerras locales durante los años 50´s y 60´s. Las aeronaves de bombardeo en servicio o en bajo desarrollo en este tiempo (Su-7, Su-17, MiG-21 y MiG-23) no satisfacían los requerimientos de apoyo aéreo cercano del Ejército. Estos carecían de placas de blindaje esenciales para proteger al piloto del fuego antiaéreo (artillería terrestre) e impactos de misiles, y sus altas velocidades de vuelo, hacían difícil a los pilotos el mantener contacto visual con un objetivo, en las maniobras de ataque a tierra. 
Teniendo en cuenta estos problemas, Pavel Sukhoi y un grupo de los principales especialistas en el Buró de Diseño Sukhoi, comenzaron los trabajos de diseño preliminar en un periodo de tiempo comparativamente corto, con la asistencia de los mejores institutos del Ministerio de la Industria de Aviación y el Ministerio de la Defensa.

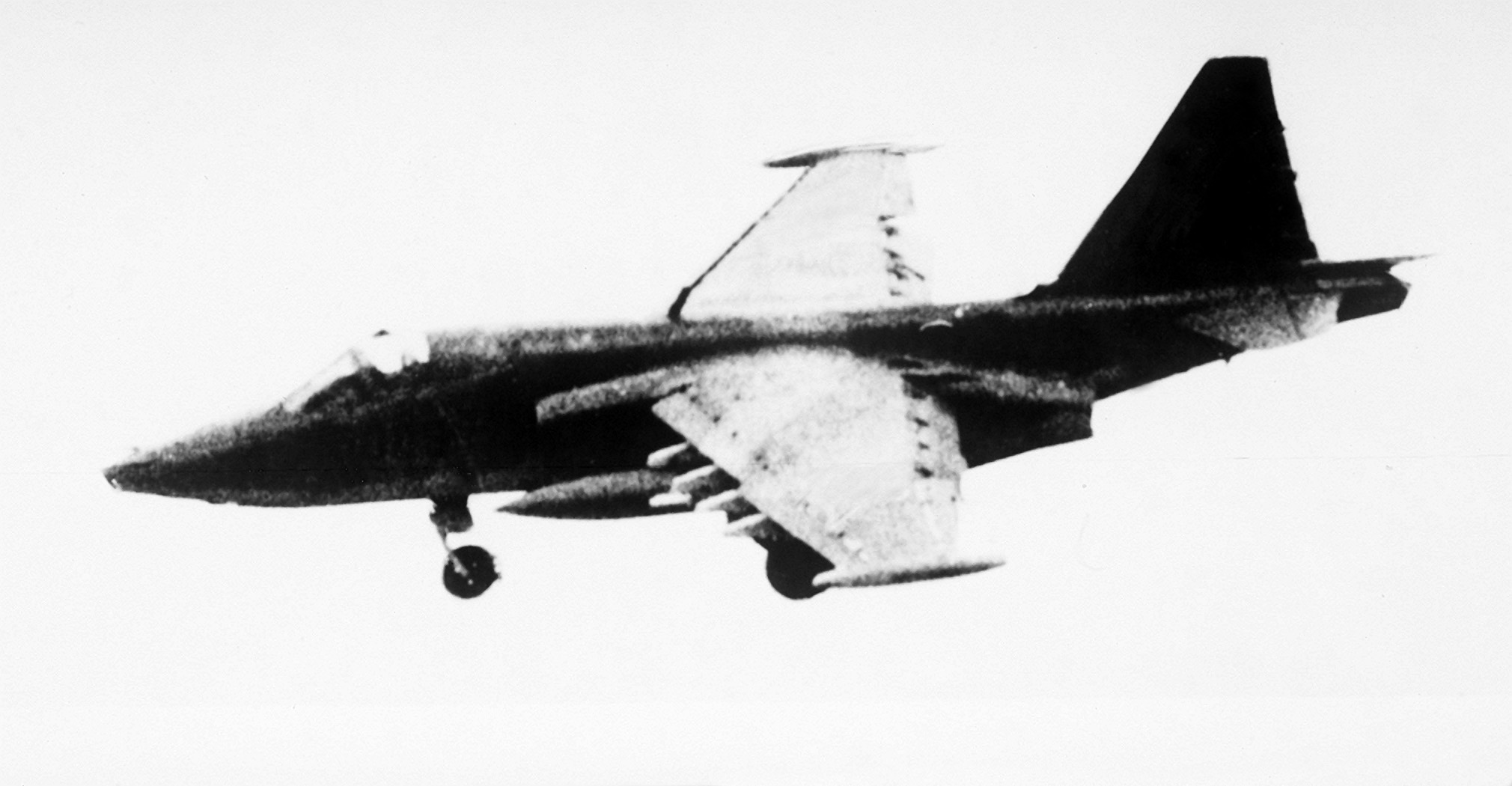
Un Su-25 soviético fotografiado en 1986.

En marzo de 1969, fue anunciado un concurso por la Fuerza Aérea Soviética que solicitaba diseños para un nuevo avión de apoyo aéreo cercano y ataque a tierra en el campo de batalla. Los participantes en el mismo fueron el Buró de Diseño Sukhoi y el Buró de Diseño Yakovlev, Ilyushin y Mikoyan. Sukhoi finalizó su diseño "T-8" a finales de 1968, y comenzó las labores para los dos primeros prototipos (T8-1 y T8-2) en febrero de 1972. El T8-1, la primera célula en ser ensamblada, fue completado justamente antes de una gran fiesta nacional el 9 de mayo de 1974. Sin embargo, no realizó su primer vuelo sino hasta el 22 de febrero de 1975, después de una larga serie de pruebas de vuelo por parte de Vladimir Ilyushin y su modelo propuesto. El Su-25 superó a su principal competidor en el concurso de la Fuerza Aérea Soviética, el Ilyushin Il-102, y seguidamente las primeras series de producción fueron anunciadas por el Ministerio de Defensa.
La aeronave de ataque a tierra entró en producción en 1978 en la ciudad de Tiflis, en la República Soviética de Georgia. Los problemas en el desarrollo retrasaron su entrada en servicio hasta abril de 1981. Los primeros aviones que fueron observados por Occidente estaban localizados en el centro de pruebas de vuelo Zhukovsky, cerca de la ciudad de Ramenskoye, y fue designado temporalmente como Ram-J. Se creía que tenía los turborreactores montados encima de las alas y que el ala de cola, elevadores traseros, se situaba en la mitad del timón vertical, aunque el avión real no tenía estas características, los motores estaban bajo las alas y los elevadores traseros, en la base del timón vertical.
El Su-25 recibió el sobrenombre de Grach (grajo) y fue utilizado ampliamente por la Unión Soviética durante sus operaciones en Afganistán en los años 1980, donde perdieron 22 unidades en combates. El Su-25 está fuertemente armado, con un cañón Gsh-30-2 de 30 mm y puede llevar una carga máxima en armas de más de 4.000 kg. en pilones de carga bajo las alas. Se puede comparar con el avión de ataque a tierra bimotor A-10 Thunderbolt II, aunque físicamente se parece más al anterior modelo Northrop YA-9, avión que perdió el concurso de la USAF frente al A-10 en el inicio de su desarrollo.

## Diseño
Es un avión de ataque a tierra de peso medio, bimotor y alas rectas altas, con grandes estabilizadores y frenos de aire, para tener un mejor rendimiento en vuelo a media y baja altitud, donde el aire es más denso, húmedo y pesado, para misiones de penetración profunda dentro de territorio enemigo y ataque naval, con vuelos rasantes sobre el mar. Tiene un solo timón vertical de cola y las alas de elevación traseras de gran tamaño, son instaladas en la base del timón vertical. 
Las toberas de ingreso de aire a los motores son grandes y están instaladas junto a la cabina de mando, en la base de las alas en una posición adelantada, para aumentar su potencia a baja altitud, permitir despegues y aterrizajes en pistas cortas, carreteras y pistas de segundo nivel. Está equipado con blindaje en la cabina de mando, la parte baja del fuselaje central y los costados de los motores, para poder resistir el impacto de armas y municiones ligeras disparadas desde tierra, tiene gran capacidad de transporte de armas, bombas de caída libre, bombas de precisión GPS y láser, lanzamiento de cohetes, misiles navales "Aire-superficie" y tanques de combustible externos.
Se construyeron, una variante de entrenamiento biplaza, designada Su-25UB, incluyendo una pequeña cantidad de naves para la Marina Soviética con designación Su-25UTG para el aterrizaje en el nuevo Portaaviones Almirante Kuznetsov construido al final de la Guerra Fría antes de la desaparición de la Unión Soviética y actualmente operativo en Rusia. 
Esta versión tenía un fuselaje más resistente y pesado, tren de aterrizaje más alto y reforzado, equipados con un gancho de parada que baja para poder realizar apontajes (aterrizajes) en portaaviones, interceptando unos cables extendidos sobre la cubierta, es utilizado para el entrenamiento de pilotos, patrulla costera, detección de submarinos y escolta de barcos de guerra. 
El Su-25UTG realizó su primer vuelo en septiembre de 1988, y se fabricaron aproximadamente 12 unidades. La mitad de estos aviones permanecen todavía en servicio en el único portaaviones de Rusia, el Almirante Kuznetsov. 
La Armada Rusa ha solicitado diez aviones Su-25UBP, muy parecidos a los Su-25UTG pero con una sonda retráctil para reabastecimiento en vuelo de combustible y aumentar su alcance. Se desarrollaron versiones más avanzadas, como el Su-25T y posteriormente el Su-25TM (o Su-39) para exportación, con nuevos sistemas de navegación y ataque mejorados, y la capacidad de ser armados con nuevas armas más precisas. 
Aunque sólo se fabricaron pequeñas cantidades de ambas variantes, los sistemas mejorados fueron utilizados en el nuevo Su-25SM,  una serie de actualización para los Su-25 de la Fuerza Aérea Rusa, aumentando su supervivencia y capacidad de combate. Una de las últimas variantes, el Su-25KM Skorpion incluye mejoras en los sistemas de aviónica para mantener su vigencia y utilidad en el siglo XXI. La versión más moderna de este avión de ataque a tierra es el nuevo SU-25BM que seguirá operativo hasta el año 2020, cuando será reemplazado por el nuevo avión de ataque a tierra ligero y entrenamiento Yakovlev Yak-130, el avión de ataque a tierra pesado Su-34 fabricado actualmente por Rusia y el nuevo caza polivalente MiG-35, en su versión naval MiG-29K que ahora también puede efectuar misiones de ataque a tierra.
un detalle curioso es que en tierra el avión tiene una postura característica similar a una rana de ahí su código Frogfoot (anca de rana)

## Operadores

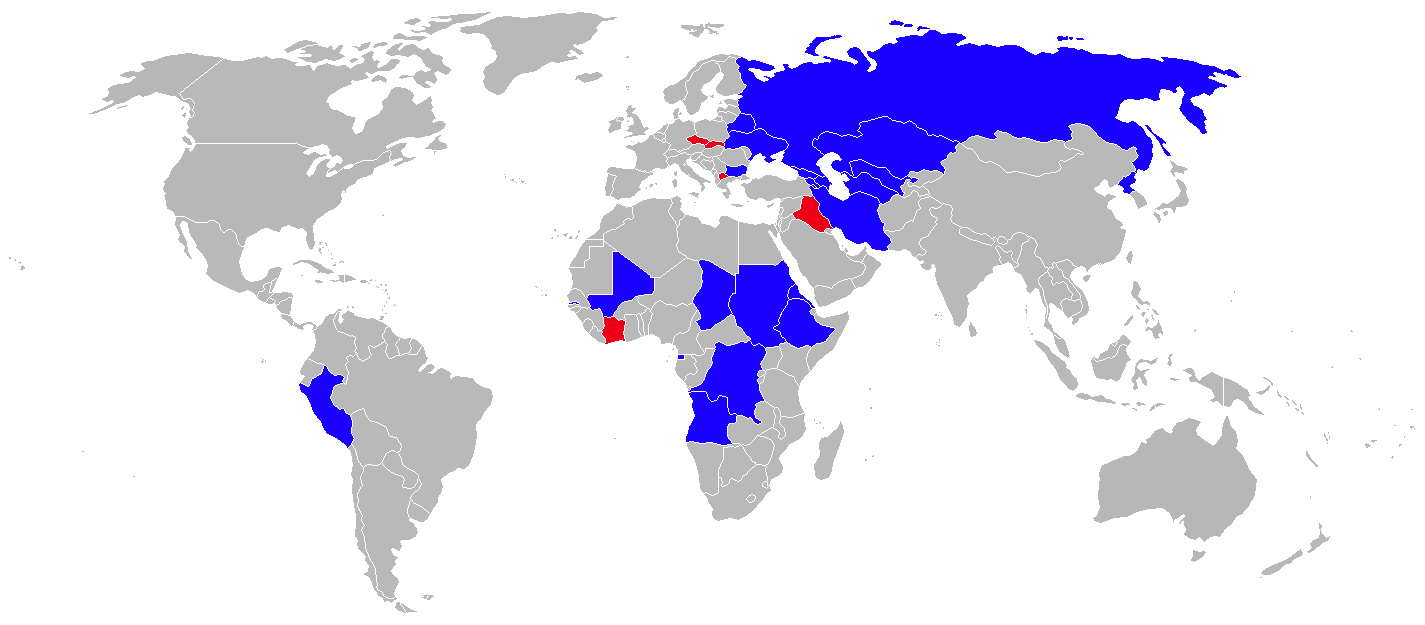
Operadores militares del Su-25:
Operadores actuales.
Antiguos operadores.

### Operadores actuales
Angola
- Fuerza Aérea Nacional de Angola. A principios de 1988 se alcanzó un acuerdo entre Angola y la Unión Soviética que dispuso la entrega de un escuadrón de Su-25. El acuerdo de exportación a Angola incluía 12 Su-25K monoplazas y 2 Su-25UBK biplazas de entrenamiento. Posteriormente, ese número de aeronaves fue incrementado con más entregas que incluían al menos tres aviones biplaza adicionales.[10]

 Armenia
- Fuerza Aérea de Armenia. Tras la disolución de la Unión Soviética, Armenia no mantuvo aviones Su-25 en su inventario, pero a partir del inicio del conflicto en Nagorno-Karabakh en 1991–1992, la recientemente independizada República de Armenia adquirió de forma extraoficial un pequeño número de estos aviones. A fecha de enero de 2009, Armenia operaba con 5 Su-25, 9 Su-25K y 1 Su-25UBK.[11]

 Azerbaiyán
- Fuerza Aérea y Defensa Aérea Azerbaiyana. Al igual que Armenia, Azerbaiyán no heredó ningún Su-25 tras el colapso de la URSS, pero obtuvo uno de estos aviones en abril de 1992 como consecuencia de la deserción de un piloto de la Fuerza Aérea Rusa con base en Sital-Chai. Después de este incidente, Azerbaiyán adquirió al menos 5 Su-25 a través de canales extraoficiales, y obtuvo un avión más como resultado de otra deserción, esta vez procedente de la Fuerza Aérea Georgiana. Se piensa que Azerbaiyán adquirió otro avión posteriormente, ya que el inventario de aeronaves azerbaiyanas de 2001 revelaba que la Fuerza Aérea y Defensa Aérea Azerbaiyana todavía tenía tres aviones de este modelo en su inventario, a pesar de las pérdidas registradas de cuatro Su-25 en operaciones de combate relativas a Nagorno Karabaj contra Armenia.[10]

 Bielorrusia

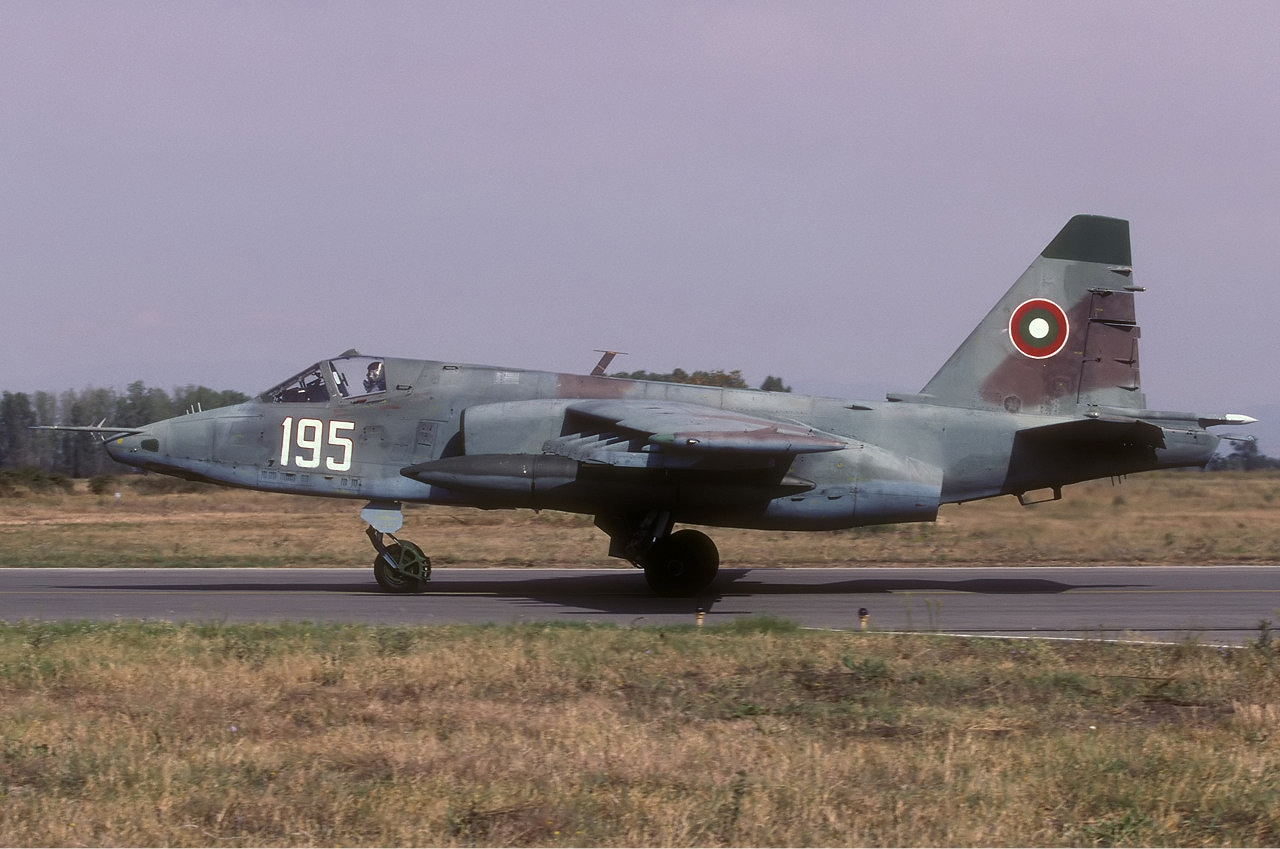
Un Su-25K de la Fuerza Aérea de Bulgaria.

- Fuerza Aérea de Bielorrusia. Tras la disolución de la Unión Soviética, Bielorrusia pasó a ser el segundo estado miembro de la Comunidad de Estados Independientes, después de Rusia, en poseer un número importante de aviones Su-25. Se informa de que a fecha de 2004 contaba con 70 Su-25 y 6 Su-25UB en estado operacional y la mayoría concentrados en la base aérea de Lida.[12]

 Bulgaria
- Fuerza Aérea de Bulgaria. Bulgaria fue el segundo país del Pacto de Varsovia en obtener el Su-25, sus primeros ejemplares fueron de las variantes Su-25K y Su-25UBK en 1985. Estaban destinados a reemplazar los obsoletos MiG-17F (Fresco-C) que habían sido la espina dorsal de la flota de cazabombarderos durante muchos años. En el año 2004, Bulgaria contaba con 20 Su-25K y 3 Su-25UBK en estado operacional en la base aérea de Bezmer.[12]

 Chad
- Fuerza Aérea Chadiana. Adquiridos 4 Su-25 y 2 Su-25UB a Ucrania en 2008.[13]

 Corea del Norte
- Fuerza Aérea del Ejército Popular Coreano. Corea del Norte fue el primer país asiático en obtener el Su-25. En la década de 1950, la fuerza aérea norcoreana había acumulado una experiencia útil operando el predecesor con motor de hélice del Su-25, el Ilyushin Il-10 "Beast". En el periodo entre finales de 1987 hasta 1989, Corea del Norte adquirió un total de 32 Su-25K monoplazas y 4 Su-25UBK biplazas. Los aviones se encuentran en la base de Sonchon (a 80 km de la capital Pionyang), donde cuentan con hangares naturales altamente fortificados equipados con puertas blindadas capaces de proteger los aviones de explosiones nucleares y convencionales.[14]

 Guinea Ecuatorial
- Fuerza Aérea de Guinea Ecuatorial. En 2005, Guinea Ecuatorial recibió 4 Su-25, de los que dos eran entrenadores de combate Su-25UB. El estado actual de los aviones es desconocido.[15]

 Etiopía
- Fuerza Aérea de Etiopía. Etiopía recibió 2 monoplazas Su-25T y 2 biplazas de entrenamiento Su-25UBK a principios del año 2000. Los aviones biplaza procedían de la Fuerza Aérea Rusa y fueron modificados de acuerdo a la solicitud especial de la Fuerza Aérea de Etiopía. Estos aviones fueron usados en operaciones de combate contra grupos insurgentes de eritreos.[12]

 Georgia
- Fuerza Aérea Militar de Georgia. Georgia, que con la planta de producción de Tbilisi Aircraft Manufacturing (TAM) fabricó numerosos Su-25 monoplaza durante la era soviética, se quedó prácticamente sin aviones después de la disolución de la Unión Soviética. Sólo fueron incluidos en el inventario de la recién formada Fuerza Aérea de Georgia un pequeño número Su-25 monoplazas, estos aviones se encontraban en la fábrica en el momento de la independencia georgiana. Georgia, a fecha de 2004, contaba con 9 Su-25 de varios tipos, ocho de éstos fueron actualizados a la versión Su-25KM "Scorpion", una versión modernizada en colaboración con empresas de Israel.[16]

 Gambia
- Fuerza Aérea Gambiana. Gambia opera con un avión Su-25 a fecha de 2008.[17][18]

 Irak
- Fuerza Aérea Iraquí. Durante el curso de la primera fase de la guerra entre Irán e Irak, Irak se acercó a la Unión Soviética con una propuesta de compra de una amplia variedad de equipamiento militar. Como resultado, Irak se convirtió en el primer país no miembro del Pacto de Varsovia en obtener aviones Su-25K y Su-25UBK. Se estima que Irak recibió un total de 73 Su-25, de los cuales cuatro eran entrenadores Su-25UBK. En enero de 1998, la Fuerza Aérea Iraquí poseía 12 Su-25 y al menos 3 Su-25K que se pudieron ver en una exhibición sobre Bagdad en diciembre de 2002. Los Su-25 que quedaban en servicio con Irak fueron perdidos inmediatamente tras las Invasión de Irak de 2003.[12] A finales de junio de 2014, el gobierno iraquí recibió los 4 primeros Su-25 de un pedido mayor al gobierno ruso, según acuerdo de sus ministerios de defensa, para ser usados en apoyo de ejército iraquí contra la ofensiva del grupo terrorista Estado Islámico (ISIS) en su territorio.

 Irán
- Fuerza Aérea de la República Islámica de Irán. El 21 de enero de 1991, 7 Su-25 iraquíes volaron hacia Irán en un intento por encontrar un refugio temporal contra los ataques de la Operación Tormenta del Desierto sobre los principales aeródromos iraquíes. Esos aviones iraquíes fueron considerados por Irán como un regalo de su antiguo adversario, y fueron incautados por los militares iraníes. Sin embargo, como resultado de la falta de repuestos, documentación y entrenamiento de pilotos, esos aviones nunca fueron utilizados por la Fuerza Aérea de Irán.[19]

 Kazajistán
- Fuerza de Defensa Aérea de Kazajistán. Kazajistán recibió 12 Su-25 monoplazas y 2 entrenadores biplaza Su-25UB en diciembre de 1995 como pago compensatorio por los bombarderos estratégicos Tu-95MS ("Bear-H") que habían volado rápidamente fuera de la república asiática en el momento del colapso de la Unión Soviética. Los Su-25 kazajos se encuentran en la base aérea de Shymkent al sur del país.[12]

 Perú
- Fuerza Aérea del Perú. Perú recibió 10 Su-25 monoplaza y 8 entrenadores biplaza Su-25UB a finales de 1998 procedentes de Bielorrusia, habiendo sido renovados antes de su entrega. Estos aviones fueron todos fabricados justo antes del colapso de la Unión Soviética y por tanto son de las últimas versiones del Su-25 soviético, se les da mantenimiento menor en el SEMAN.

 República Democrática del Congo
- Fuerza Aérea del Congo. A finales de 1999, la República Democrática del Congo firmó un contrato con la planta de producción georgiana de Tiflis, TAM, para la entrega de 10 Su-25K. Se informó que el contrato estaba valorado en 6 millones de dólares, y los cuatro primeros aviones fueron entregados a bordo de un avión de transporte An-124 en noviembre de 1999. Los seis restantes fueron entregados en enero de 2000.[12] Uno de los aparatos se estrelló en diciembre de 2006 durante un vuelo rutinario, y otro se estrelló el 30 de junio de 2007 durante una exhibición del día de la independencia congoleña.[20]

 Rusia

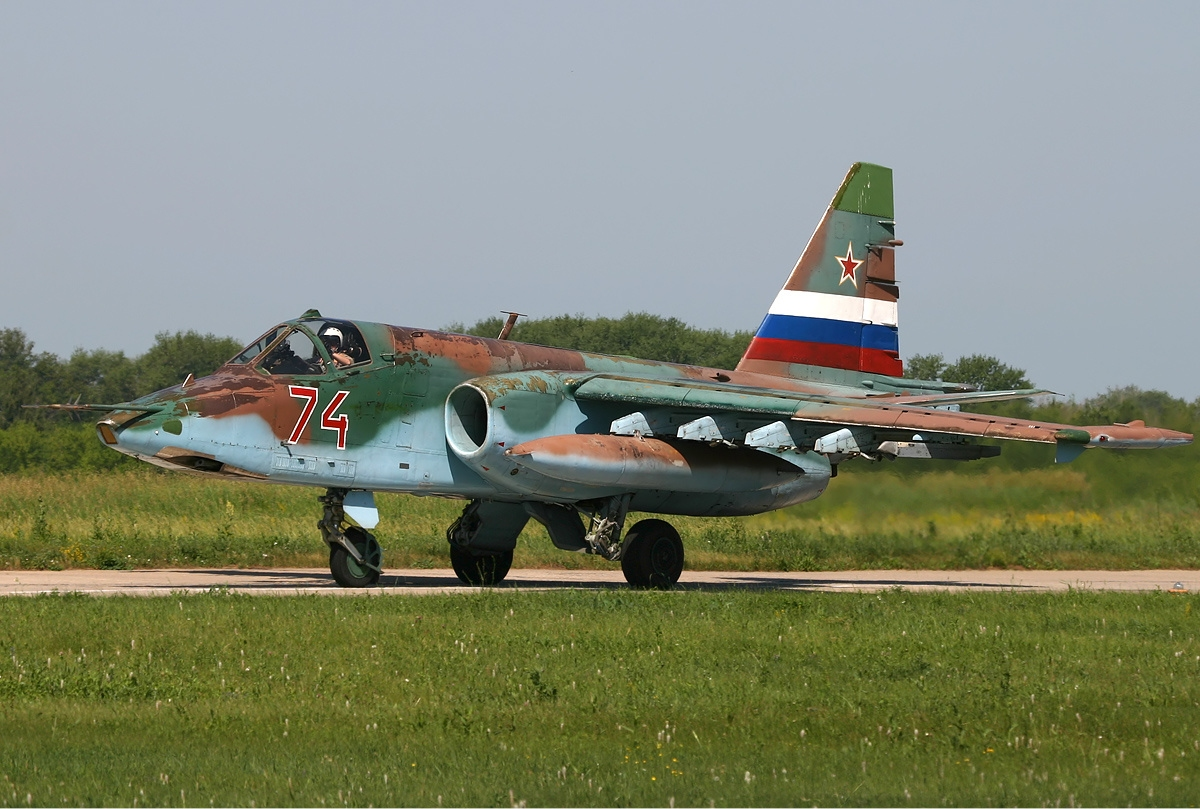
Un Su-25 de la Fuerza Aérea Rusa.

- Fuerza Aérea Militar de Rusia. Actualmente, Rusia poseía una flota de aviones Su-25 reducida, operados por Regimientos de Asalto "Shturmovoi". Las principales versiones que utilizaba Rusia eran el Su-25 monoplaza, el Su-25UB biplaza, y la versión Su-25BM para remolcado de blancos. Adicionalmente, la Fuerza Aérea Rusa vendió o saco de servicio un pequeño número de las versiones antitanque Su-25T que quedaban en servicio, que fueron probadas en combate con gran éxito en Chechenia. En total, a fecha de 2008 la Fuerza Aérea Rusa contaba con 24 aviones Su-25 en servicio.[21] Rusia está llevando a cabo un programa de modernización de los aviones Su-25 monoplaza a la versión mejorada Su-25SM.[14] El primero de los aviones actualizados a Su-25SM fue entregado en agosto de 2001, otros seis fueron entregados a finales de diciembre de 2006 en la base aérea de Lípetsk.[22]
- Armada Rusa. El Su-25 también era operado por la Aviación Naval Rusa, tanto en las versiones estándar para bases terrestres Su-25 y Su-25UB, como en la versión Su-25UTG especializada como entrenador embarcado. La armada disponía de 10 aviones en 2008.[21]

 Sudán
- Fuerza Aérea Sudanesa. Sudán tenía un único avión Su-25 en servicio en noviembre de 2008.[18] Desde ese año se informa que ha obtenido 15 aviones de ese tipo.[23]

 Turkmenistán
- Fuerza Aérea y Defensa Aérea de Turkmenistán. Tras la caída de la Unión Soviética, la independizada República de Turkmenistán recibió 46 Su-25 que habían sido desmontados para su almacenamiento en Turkmenistán. Mediante un acuerdo entre Georgia y Turkmenistán en 1999, la corporación georgiana Tbilisi Aerospace Manufacturing (TAM) reformó 45 de esos aviones para ser utilizados por la fuerza aérea de Turkmenistán como pago por la entrega de gas natural. Los aviones reformados fueron ubicados en la base aérea de Ak-Tepe, y en el año 2004 se encontraban en estado operacional 18 de estos Su-25.[14]

 Ucrania

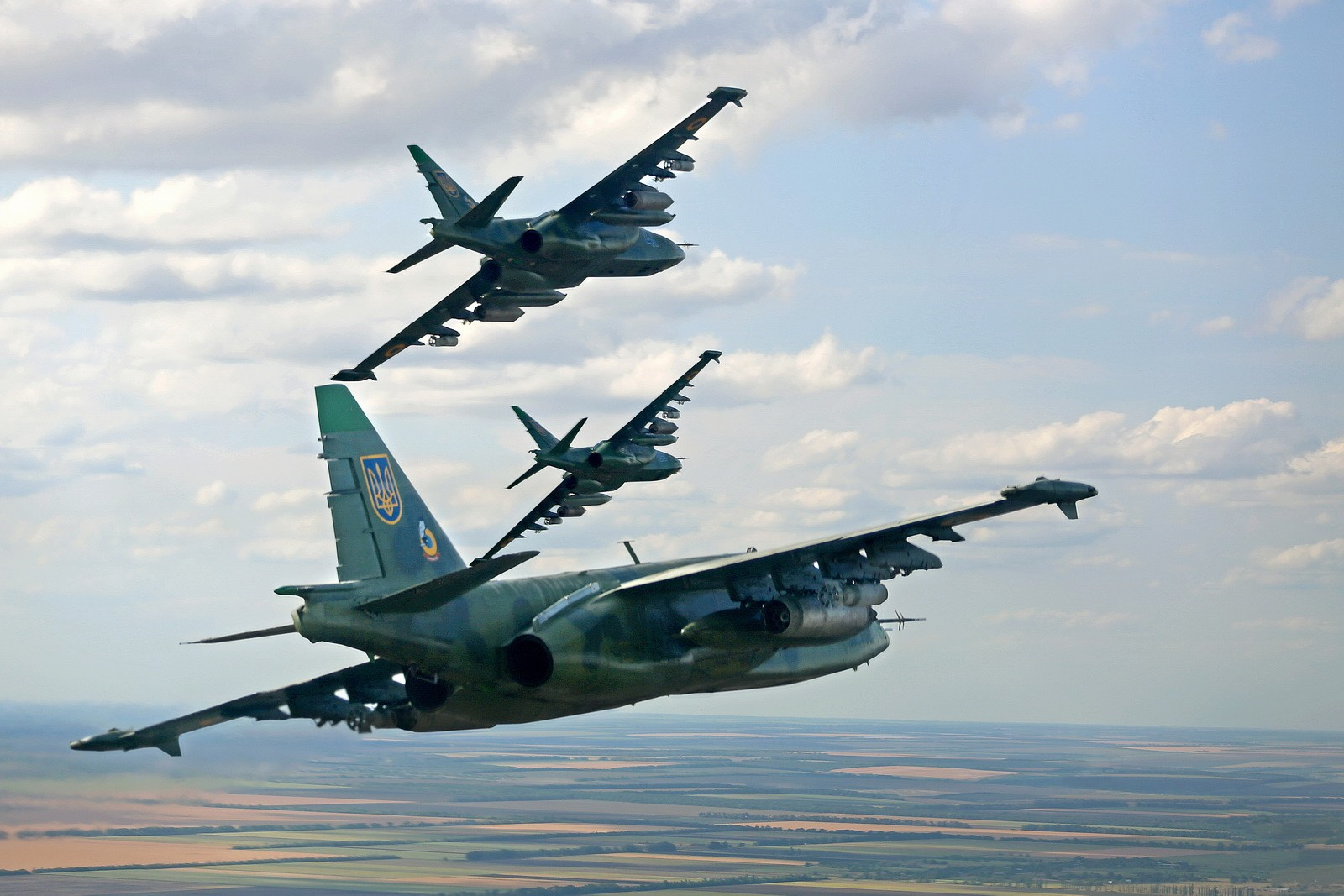
Su-25UB ucranianos.

- Fuerza Aérea de Ucrania. Ucrania obtuvo 92 Su-25 de distintas versiones tras la independencia del país por la disolución de la URSS. Actualmente, la Fuerza Aérea de Ucrania cuenta con aproximadamente 60 Su-25, Su-25UB, y Su-25UTG, operados por el 299.º Regimiento de Asalto Independiente (299 OShAP) con base en Kulbakino, Óblast de Mykolaiv, y en Saki, Crimea, y por el 456.º Regimiento de Asalto (456 ShAP) en Chortkov. Hasta 30 Su-25 están presuntamente almacenados en la 4070ª Base de Reserva. Por lo visto, tres Su-25 vendidos a Macedonia procedían de la reserva.[14] Adicionalmente, Ucrania modernizó dos tipos del Su-25, estas versiones actualizadas son conocidas como Su-25M1 y Su-25UBM1.[24]

 Uzbekistán
- Fuerza Aérea y Defensa Aérea Uzbeca. Hasta 1990, en la base aérea de Chirchik, en Uzbekistán, se ubicaba un centro de entrenamiento de pilotos de la Fuerza Aérea Soviética equipado con en torno a 20 Su-25, Su-25UB y Su-25BM. En 1991, un pequeño número de Su-25 fueron ubicados en la base aérea de Dzhizak, pero después de 1991, todos los Su-25 en Uzbekistán fueron concentrados en Chirchik, operados por el 59.º Regimiento de Aviación de Cazabombardeo (59 APIB) de la Fuerza Aérea Soviética. Tras el colapso de la URSS, todos los Su-25 que se encontraba en el territorio de la ahora independiente República de Uzbekistán pasaron a ser propiedad del nuevo gobierno.[14]

 Mali
- Fuerza Aérea de Malí. Dos Su-25 de segunda mano recibidos de Rusia el 9 de agosto de 2022.[25] Solo dos meses después de la entrega, uno se perdió en un accidente el 4 de octubre de 2022.[26] Se entregó otra unidad el 19 de enero de 2023.[27]

### Antiguos operadores
Costa de Marfil
- Fuerza Aérea de Costa de Marfil. Costa de Marfil poseía 2 Su-25. Fueron utilizados para bombardear posiciones de cascos azules franceses en Bouaké, donde murieron nueve soldados y 23 resultaron heridos.[28] Como resultado de esto, los soldados franceses destruyeron los Su-25 marfileños en tierra, en la base aérea de Yamoussoukro.[29]

 Eslovaquia
- Fuerza Aérea Eslovaca. Eslovaquia recibió 12 Su-25K y 1 Su-25UBK tras la disolución de Checoslovaquia. Los aviones fueron ubicados en la 33.ª Base Aérea en Malacky-Kuchyna. Posteriormente fueron vendidos a Armenia.[12]

 República Checa
- Fuerza Aérea del Ejército de la República Checa. Tras la disolución de Checoslovaquia, la República Checa obtuvo 24 Su-25K y 1 Su-25UBK. En diciembre de 2000, los Su-25 checos fueron retirados de servicio y almacenados en la base aérea de Přerov.[30]

 Macedonia del Norte
- Aviación Militar de la República de Macedonia. La República de Macedonia (hoy, Macedonia del Norte) adquirió 3 Su-25 monoplazas y 1 biplaza Su-25UB después del conflicto de Macedonia de 2001, contra separatistas albaneses. Los aviones fueron suministrados por las autoridades ucranianas tras ser retirados de servicio con la Fuerza Aérea Ucraniana.[31] Estos aviones fueron retirados en 2004 y vendidos a Georgia en 2005.[32]

 Unión Soviética
- Fuerza Aérea Soviética. Tras la disolución de la Unión Soviética los aviones Su-25 pasaron a los estados sucesores.

## Historia operacional

### Rusia

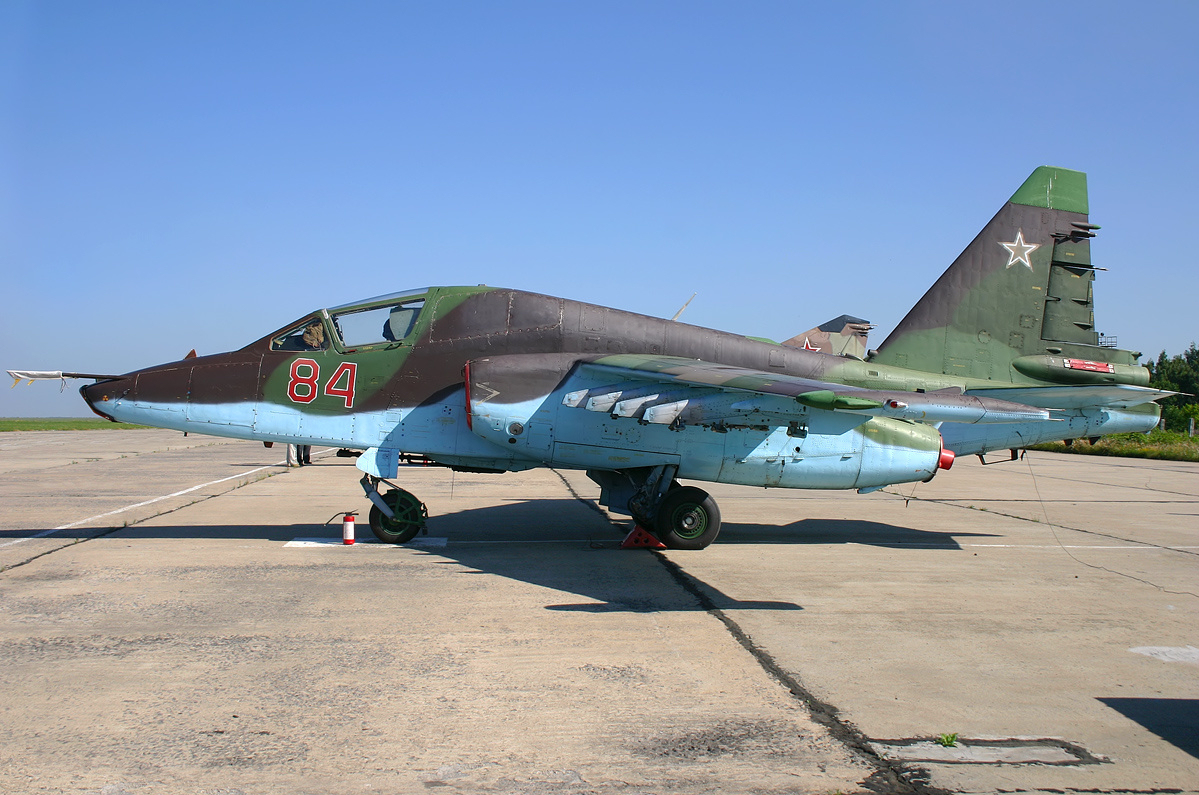
Un Su-25T de la Fuerza Aérea Rusa.

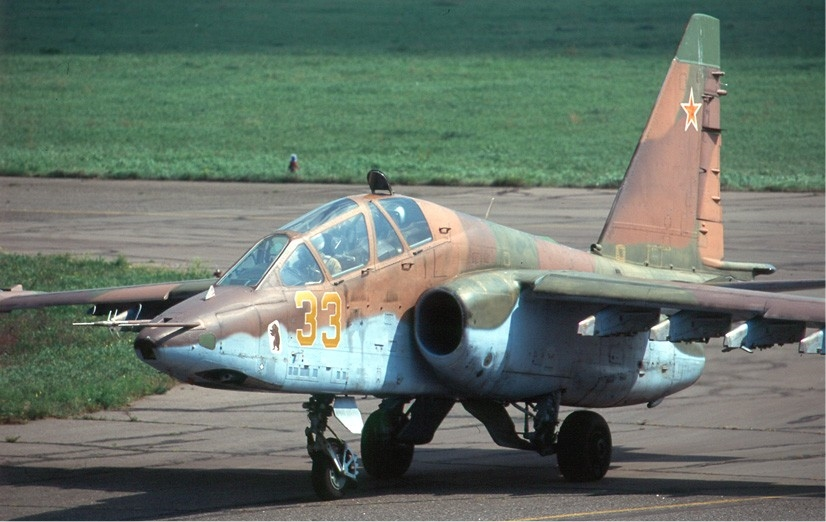
Un Su-25UB de la Fuerza Aérea Rusa.

El Frogfoot es uno de los pocos aviones que ha completado la fase de pruebas en el campo de batalla. En diciembre de 1979 el Ejército Soviético invadía Afganistán y los soviéticos se dieron cuenta de que los Su-17MF y MiG-21MF no eran adecuados para misiones CAS. Rápidamente se ordenó el despliegue del T-8-1 y T-8-2 en el 200° escuadrón independiente Sturmovik. Los T-8 sustituyeron a los Yak-38, que habían sido probados sin ningún éxito. 
El despliegue duró 50 días y se realizaron unas 100 misiones de combate, 30 de estas contaban para la certificación del avión. Las pruebas fueron todo un éxito y el T-8 demostró una excelente maniobrabilidad que le permitía atacar posiciones protegidas situadas en lugares agrestes. 
En 1984 los soviéticos tenían desplegados unos 24 Su-25, asignados al 60° OShAP. El regimiento operaba desde Bagram, pero si se estimaba necesario, el comandante del regimiento podía desplegar Su-25 adicionales, que eran traídos desde Turkmenistán. Esta unidad operaría en Afganistán hasta 1988, cuando fue enviada a Azerbaiyán. Otros regimientos desplegados fueron el 378° OShAP, desplegado entre 1984-1988, y el 368° OShAP, desplegado entre 1986 y 1987. 
Normalmente los Su-25 volaban en misiones CAS, para ayudar a unidades o convoyes emboscados. Para estas misiones se utilizaban un gran número de cohetes. Con su excelente maniobrabilidad el Frogfoot podía atacar posiciones en valles o montañas. El número de aviones en una misión variaba, pero en general era 2, mientras uno atacaba el otro vigilaba cualquier lanzamiento de misil o disparo de AAA. Otra formación muy común era la Zveno, de 4 aparatos, 2 atacando y los otros 2 proporcionando apoyo. 
El Su-25 se utilizó por primera vez en grandes números durante la ofensiva contra el valle de Panshir, en abril de 1984. Este valle estaba defendido por unas 200 ametralladoras antiaéreas pesadas y era de una importancia vital, pues todo el tráfico desde la URSS pasaba por esta zona. Las defensas enemigas se reforzaron con 30 cañones suizos Oerlikon-Buhrle de 20 mm. Otros ataques soviéticos se concentraban en la frontera con Pakistán. Algunas veces los Frogfoots cruzaban esta frontera para atacar campamentos y bases de entrenamiento enemigas. Varios Su-25 se vieron envueltos en incidentes con cazas pakistaníes, y alguno fue derribado. Otra misión era escoltar a los aviones de Aeroflot y protegerles contra misiles o AAA enemiga. 
En abril de 1986, durante la campaña de Zhawar se comenzó a emplear munición guiada por láser (clúster y retardada). Una de las misiones más espectaculares fue el ataque al cuartel general de Masud, conocido como el León de Panshir. 

En 1984 dos Su-25 fueron derribados por SAM “Redeye”, por lo que se aumentó el número de chaff/bengalas a 256 gracias a la instalación de 4 dispensadores ASO-2V encima de las toberas de los motores. En octubre de 1986 se suministraron 200 FIM-82A “Stinger”, un total de 1000 serían enviados antes de la retirada soviética, en 1989. En 3 días los afganos derribaron 4 Su-25, con la pérdida de 2 pilotos. Se instaló un sistema de extinción SSP-21/UBSh-4-2 que utilizaba un gas inerte (Freon). Para evitar que un incendio se propagase de un motor al otro se instaló una lámina blindada de 5 mm de grosor. Estas modificaciones tuvieron éxito y ningún Su-25 fue derribado a partir de este periodo. Las mejoras fueron aplicadas en la línea de producción y en ejemplares ya producidos. Otras pequeñas modificaciones se realizaron en elevadores, rueda delantera, sistemas IFF, aerofrenos y cañón. Finalmente, se añadió otra unidad APU. Muchas veces los Frogfoots volvían a la base tras impactos de AIM-9 o Stinger, y aunque no podían repararse, eran una fuente de repuestos.
Los Su-25 "Frogfoots" realizaron unas 60.000 misiones de combate en Afganistán. En total fueron derribados 23 Su-25 de los 118 utilizados, lo que equivale a 1 cada 2800 horas de vuelo. Varios ejemplares fueron destruidos en tierra, como los 8 alcanzados por una salva de cohetes el 23 de junio de 1988.

### Cáucaso

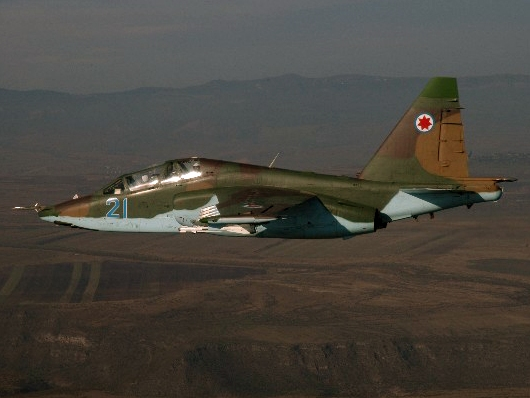
Un Su-25UB de la Fuerza Aérea Georgiana.

Tras la disolución de la URSS la región del Cáucaso se desestabiliza y comienzan varios conflictos donde el Su-25 tiene un papel notable. 
- Primero en Armenia (1992), donde los rebeldes azeríes utilizan el Frogfoot contra este país.
- Más tarde en Georgia. Ambos bandos utilizaron el Su-25, uno de los incidentes más famosos ocurrió el 27 de octubre de 1992, cuando 2 Frogfoot georgianos se enfrentaron a 2 rusos, que escoltaban a 2 helicópteros Mil-8 Hip en misión humanitaria. En total serían derribados 6 Su-25 georgianos (casi toda la flota), 1 ruso y otro bajo control abzako. El último Su-25 georgiano sería derribado el 5 de noviembre, cuando volaba en una misión contra fuerzas rebeldes, que estaban mandadas por el antiguo presidente Z. Gamshakhurdia.
- El Su-25 fue el principal avión de apoyo utilizado en la primera campaña (1994-1996) de Chechenia. Tan solo se perdieron 9 aparatos, un número reducido si se tienen en cuenta los miles de misiones y el escaso entrenamiento de las tripulaciones. Se desplegaron con gran éxito varios Su-25T, con aviónica mucho más avanzada. El Frogfoot fue el encargado de destruir toda la aviación chechena en varios raids sorpresa contra aeropuertos.
- La segunda campaña se inició en 1999. Las tácticas de apoyo fueron muy similares a las de la primera guerra. Entre octubre de 1999 y febrero de 2000 se realizaron unas 4.000 misiones. El número de pérdidas asciende a 5. En la actualidad los Su-25 apenas tienen misiones en esta región, que las confía a helicópteros Hind.

### Costa de Marfil
El 6 de noviembre del 2004 2 Su-25 atacan con cohetes de 57 mm un campamento de tropas francesas en Bouaké. Infantes de marina y un observador americano mueren en el ataque. Tras este incidente el Ejército francés ordenó la destrucción de todos los Su-25 operacionales, por lo que los aviones eran destruidos con misiles MILAN disparados por un comando francés.

### Etiopía
El Frogfoot también fue usado en la guerra entre Etiopía y Eritrea, aunque se tienen muy pocos detalles. 

### Irak

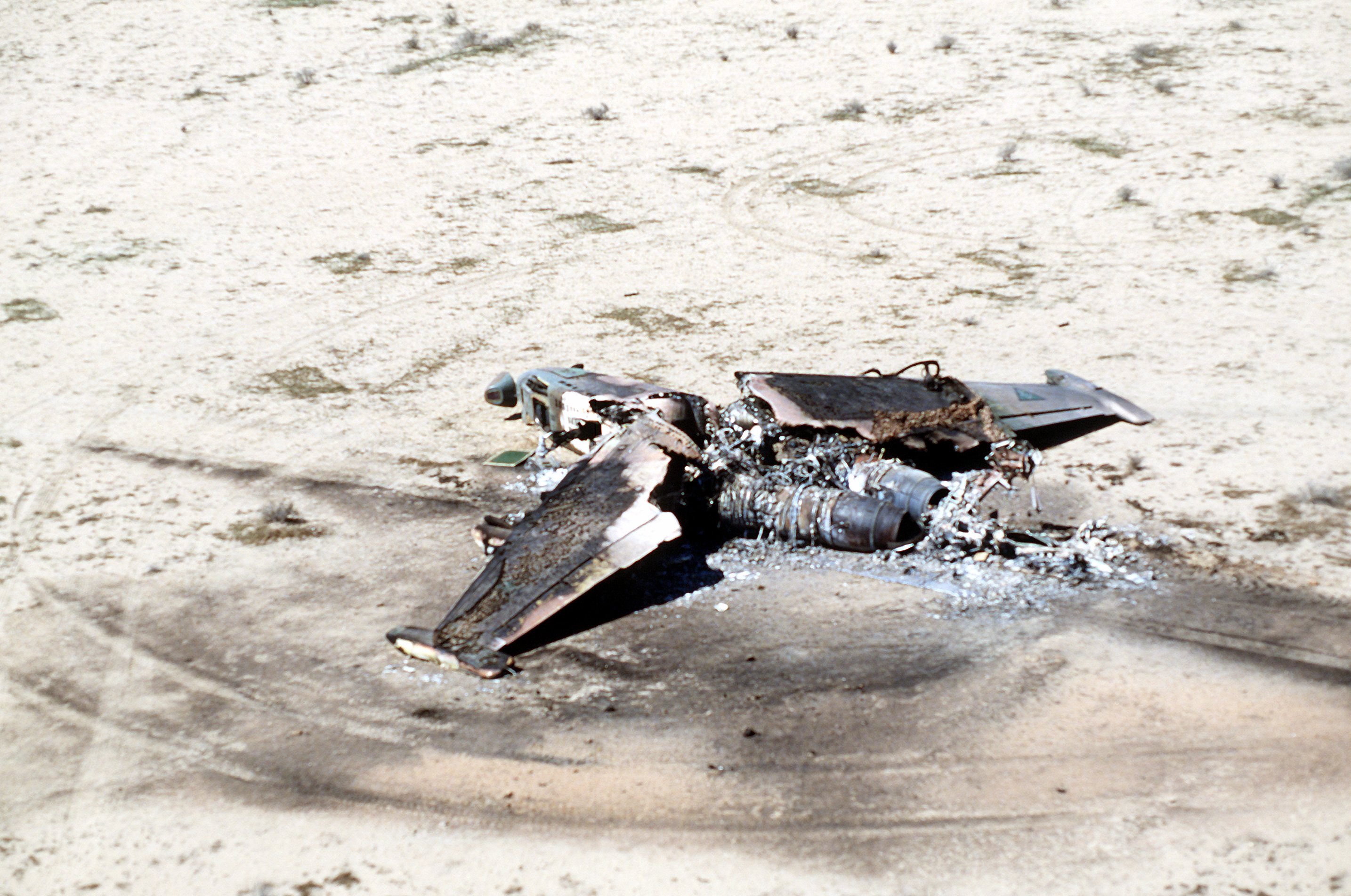
Un Su-25 iraquí destruido durante la Operación Tormenta del Desierto.

Irak compró un total de 30 Su-25K, siendo operados desde diferentes bases. Los Su-25 fueron utilizados para lanzar bombas con gases tóxicos. 
Durante la primera guerra del Golfo los Su-25 no realizaron ninguna misión de combate y se limitaron a tratar de escapar a Irán. Siete lo lograron pero dos fueron derribados por una patrulla de F-15.

### Macedonia
La entonces República de Macedonia adquirió 3 Su-25 y 1 Su-25UBK para hacer frente a los rebeldes albano-kosovares. Tras los acuerdos de paz fueron devueltos a Ucrania.

### Perú

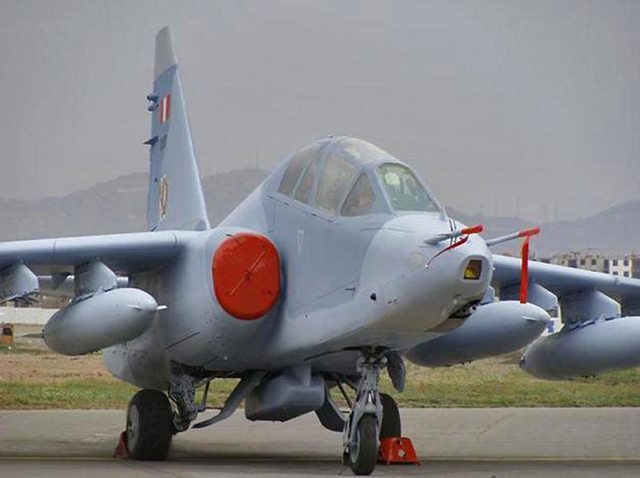
Su-25 de la Fuerza Aérea del Perú con su nuevo esquema de color gris.

Entre mediados de 1997 y marzo de 1998, la Fuerza Aérea del Perú recibió, procedentes de Bielorrusia, 18 Su-25, los cuales fueron remozados antes de la entrega. El envío incluía 10 monoplazas y ocho entrenadores Su-25UB biplaza. Los aviones fueron fabricados poco antes del colapso de la Unión Soviética y por lo tanto representaban las versiones finales del Su-25 soviético. Se presume que entre 1998 y diciembre de 2005, por lo menos 25 avionetas que transportaban cocaína habrían sido derribadas por los Su-25 peruanos.
El elevado número de entrenadores Su-25UB biplaza (8), establecido en el contrato entre Perú y Bielorrusia, se debía a varios factores. Estas aeronaves eran más jóvenes, construidas en 1991, y mantenían un elevado número de horas de vuelo en sus fuselajes antes de requerir mantenimiento. Además, los biplazas son necesarios para la utilización de armamento guiado, lo que significa que el navegador (asiento trasero) pueda hacer de operador de sistemas de armas.
Desde que entró en servicio en la Fuerza Aérea del Perú el Su-25 ha volado más de 4,000 horas.

### Siria
Durante la operación de la Fuerza Aérea Rusa en territorio sirio en el contexto de la guerra civil que sufre este país, se han llevado a cabo operaciones militares contra los grupos terroristas que asuelan el país árabe utilizando entre otras aeronaves, Su-25, las funciones que han llevado a cabo las aeronaves de este tipo son de bombardeo y apoyo cercano.

### Guerra de Ucrania en 2022
Tanto Ucrania como Rusia habrían operado Su-25 durante la invasión de Rusia a Ucrania, existiendo al 3 de marzo de 2022 numerosas declaraciones sin confirmar de ambos bandos atribuyéndose victorias militares por parte de Su-25 propios y derribos de Su-25 enemigos.
El 27 de febrero de 2022, el alto representante de la Unión Europea para Asuntos Exteriores y Política de Seguridad, Josep Borrell, indicó la posibilidad de que países europeos operadores de aviones empleados por las fuerzas aéreas ucranianas cedieran sus aparatos a Ucrania, lo cual habría podido incluir 14 Su-25 búlgaros. No obstante, el gobierno de Bulgaria descartó la opción.

## Especificaciones (Su-25TM = Su-39)
Referencia datos: Combat Aircraft since 1945

### Características generales
- Tripulación: 1 piloto
- Longitud: 15,33 m
- Envergadura: 14,36 m
- Altura: 4,8 m
- Superficie alar: 30,1 m²
- Peso vacío: 10 740 kg
- Peso cargado: 16 990 kg
- Peso máximo al despegue: 20 500 kg
- Planta motriz: 2× turborreactores Tumansky R-195.
  - Empuje normal: 42,2 kN (4300 kgf; 9480 lbf) de empuje cada uno.

### Rendimiento
- Velocidad máxima operativa (Vno): 950 km/h (590 MPH; 513 kt) (Mach 0,77)
- Radio de acción: 1375 km
- Alcance en ferry: 2500 m (8202 ft)
- Techo de vuelo: 7000 m  vacío, 5000 m con armamento (Por un periodo breve de tiempo puede alcanzar 9600 m de altitud)[39]
- Régimen de ascenso: 58 m/s (11 417 ft/min)
- Carga alar: 584 kg/m²
- Empuje/peso: 0,51

### Armamento
- Cañones: 

  - 1x Gryazev-Shipunov GSh-30-2 de doble tubo con 250 proyectiles
- Puntos de anclaje: 11 puntos de anclaje con una capacidad de 4400 kg, para cargar una combinación de:  
  - Bombas: 

    - Bombas de propósito general de 100, 250 o 500 kg.
    - Bombas incendiarias ZB-500
    - Bombas guiadas por láser
    - Bombas de racimo

  - Cohetes: Contenedores de cohetes S-8, S-13, S-24 o S-25
  - Misiles: 

    - 2× Misiles aire-aire para autodefensa Vympel R-73.[40]
    - 2× Misiles aire-aire para autodefensa R-60 (AA-8 'Aphid').
    - Misiles aire-superficie Kh-25 o el Kh-29. En el caso peruano, los Su-25 SM pueden portar el misil KH 31 P (Antirradar) de 110 km de alcance, y el KH 31 A (Antibuque), esto gracias a que los aviones fueron modernizados totalmente con un gran aumento de sus capacidades a solicitud del país sudamericano.

  - Otros: 

    - Contenedores de cañones
    - Tanques de combustible externos de 840 o 1160 litros

### Aeronaves similares
- Northrop YA-9
- Fairchild Republic A-10 Thunderbolt II
- Grumman A-6 Intruder
- Dassault-Breguet Super Étendard
- SEPECAT Jaguar
- British Aerospace Harrier II
- Soko J-22 Orao
- AMX International AMX
- Kawasaki T-4
- Xian JH-7
- Ilyushin Il-102